# Die Halbe Birne

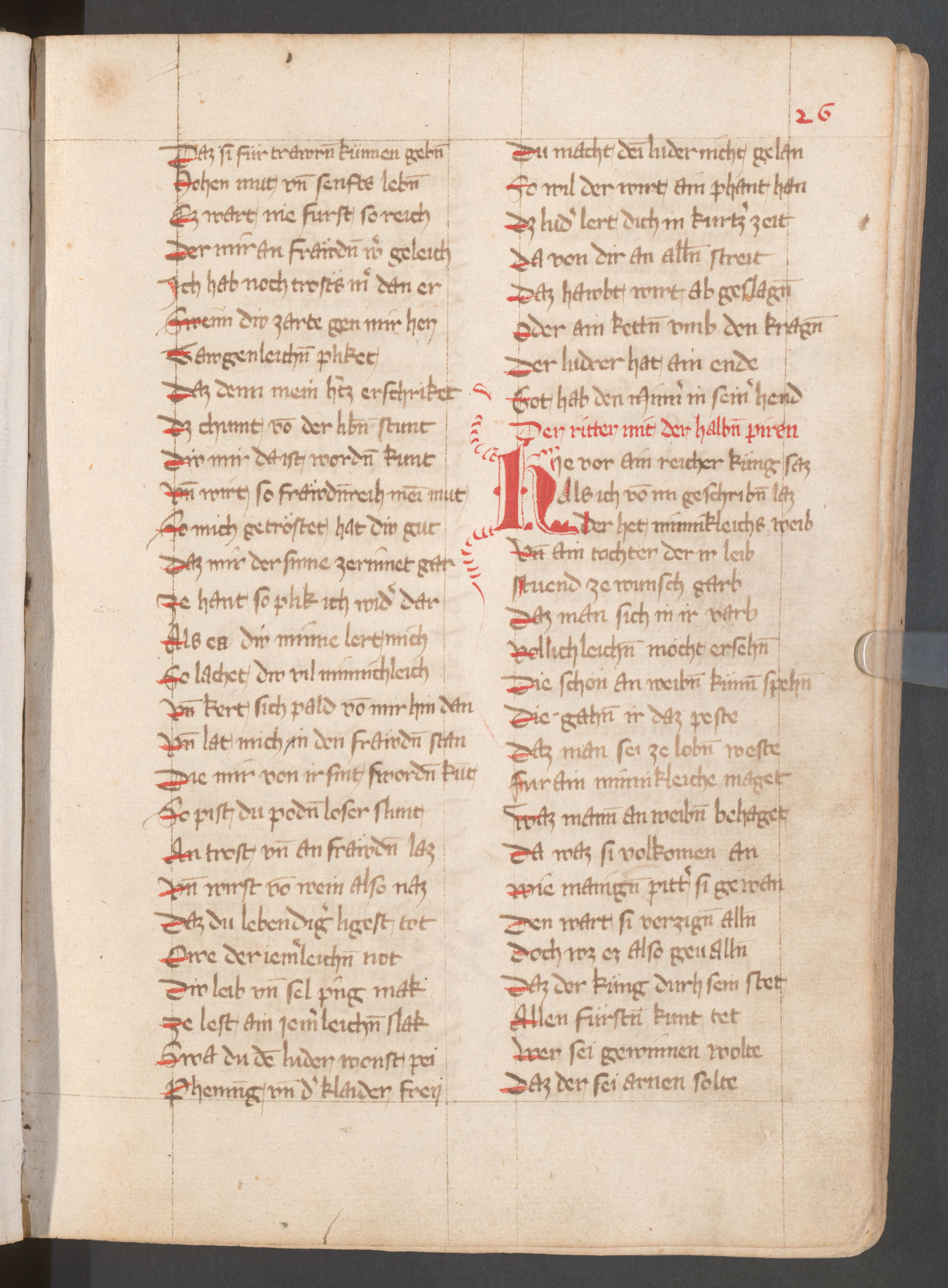
Die Halbe Birne in einem Innsbrucker Codex von 1393 (w). der Österreichischen Nationalbibliothek, f.26r.

Das Märe von der Halben Birne (auch Die Halbe Birne A) ist eine mittelhochdeutsche Dichtung in Reimpaarversen. Als Autor bleibt Konrad von Würzburg umstritten. Je nachdem, ob er als Autor anerkannt ist, variiert auch die Datierung von der zweiten Hälfte des 13. Jahrhunderts bis um das Jahr 1300. Die deutliche Beschreibung des komisch-grotesken Sexualaktes des Ritters Arnold und einer Prinzessin mit der Hilfe der Kammerzofe und eine bilderreiche Sexualmetaphorik führten in der Forschung auch immer wieder zur Thematisierung der Obszönität des Werkes, bis hin zur Bezeichnung als „schmutzige[s] Gedicht“.

## Inhalt
Im ersten Teil der Erzählung veranstaltet ein mächtiger König auf Wunsch seiner Tochter ein Turnier, dessen Sieger ihre Hand erhalten soll. Auf dem Turnierplatz sticht unter den anderen Kämpfern der Ritter Arnold derart hervor, dass er zum Essen an den Tisch des Königs geladen wird und als Nachbarin die Königstochter zugeteilt bekommt. Als Nachtisch werden Käse und Birnen serviert. Hier begeht Arnold allerdings einen Fauxpas: Er schneidet die Birne, ohne sie vorher zu schälen, in zwei Hälften und isst gierig seine Hälfte auf und legt dann erst die andere Hälfte der Prinzessin hin. Diese Missachtung der Tischsitten verstimmt sie, und als der Ritter wieder auf den Turnierplatz kommt, ruft sie spöttisch:
| ei schafaliers, werder helt, der die biren unbeschelt halben in den munt warf, waz er zühte noch bedarf! ei schafaliers ungefuoc, der die halbe biren nuoc! (V. 103–108) | Hei, Chevalier, großer Held, der die Birne halb und ungeschält in den Mund steckte, ungehobelter Chevalier, der die Halbe Birne verputzte! |

Öffentlich gedemütigt reitet Arnold nach Hause. Dort rät ihm sein Knappe, er solle sich als ein Narr verkleiden und taubstumm stellen. Als solcher nicht mehr an die höfischen Normen gebunden, soll er versuchen in der Nähe der Prinzessin zu bleiben.
Im zweiten Teil befolgt der Ritter nun diesen Rat, bis er in einer Nacht von einer der Gesellschaftsdamen der Prinzessin nackt und schmutzig vor der Kemenate liegend entdeckt wird. Die Königstochter befiehlt, den Narren zum Zeitvertreib hereinzuholen. Nun dauert es nicht lange, bis sich an ihm diu starke natûre (V. 274) (die starke Natur / die heftigen Triebe) zu zeigen beginnt und er eine Erektion bekommt. Dieser Anblick entfacht in der Prinzessin ein derart heftiges Verlangen, so dass sie alle Anwesenden entlässt bis auf eine alte Vertraute namens Irmengard. Mit dieser kommt sie überein, dass für ein sexuelles Abenteuer der Taubstumme ideal wäre, da er vor allem nichts verraten könne. Die Zofe legt die Prinzessin und den verstellten Ritter zusammen in das Bett; Arnold aber unterdrückt all sein Verlangen und regt sich nicht, sehr zum Missfallen der Königstochter. Die Dienerin weiß zu helfen und legt den Toren zwischen die Beine der Prinzessin, greift einen Stab und sticht auf das Hinterteil des Ritters ein, dass dieser sich bewegt. Im entscheidenden Punkt sich steigernder Lust hört der Narr allerdings auf. Die Prinzessin ruft daraufhin:
| stüpfa, maget Irmengart durch dîne wîpliche art, diu von geburt an erbet dich sô reget aber der tôre sich! (V. 385–388) | Stich zu, Jungfer Irmengart, um deiner weiblichen Natur willen, die dir von Geburt an mitgegeben, damit der Tor sich wieder regt! |

Der Akt wird zu Ende gebracht und der falsche Tor aus dem Palas geworfen. Am nächsten Morgen schleicht er sich nach Hause und kehrt, auf den Rat des Knappen hin, wieder als Ritter auf das Turnier zurück. Dort angekommen begrüßt ihn die Prinzessin erneut mit ihrem Zuruf, was der Ritter aber kontert, indem er die in der Nacht an Irmengart gerichteten Worte wiederholt. Um keine Schande zu erleiden, bleibt der Königstochter nun nichts anderes übrig, als den Ritter zu heiraten. Die Moral zum Schluss mahnt die Frauen dazu, sittsam zu leben und ihr Begehren nicht zu zeigen, der Mann hingegen solle sich bewusst werden, wie der Ritter Arnold sein Ansehen durch die Prinzessin verloren und erst, nachdem er sich zum Narren gemacht hatte, wiedererlangt hat. Ein Werber soll deshalb darauf achten, selbst kleine Fehler zu unterlassen.

## Überlieferungssituation
Die Überlieferung der Halben Birne setzt mit Handschriften aus der ersten Hälfte des 14. Jahrhunderts ein:
- S (um 1330/50, Elsaß?): Straßburg, Stadtbibliothek, Codex A 94. [verbrannt]
- p (1373, Thüringen): Pommersfelden, Gräfliche Schönbornsche Schlossbibliothek, Cod. 54 (2798). [unvollständig]
- w (1393, Innsbruck): Wien, Österreichische Nationalbibliothek, Codex 2885.
- i (1456, Tirol): Innsbruck, Tiroler Landesmuseum Ferdinandeum, Codex FB 32001.
- k (1430–1435, Nordschwaben): Karlsruhe, Badische Landesbibliothek, Codex K 408, Digitalisat
- l (1430–1435, Oberschwaben): Karlsruhe, Badische Landesbibliothek, Codex Donaueschingen 104; „Liedersaal-Handschrift“, Digitalisat
- Handschriftenfragment (2. Viertel 14. Jh., Straßburg?): Nürnberg, Germanisches Nationalmuseum, Hs. 42531.

Die Schreibersprachen reichen von Alemannisch/Elsässisch, Bairisch/Österreichisch, einer Mischsprache aus dem schwäbischen Raum, bis hin zu Thüringisch.
Weiter ist in drei der Handschriften (w; i; k) auch eine Nähe zu mittelalterlichen Tischzuchten auffällig.

## Motive
Das Märe greift miteinander kombinierbare Elemente auf, derer sich auch andere literarische Werke immer wieder bedienen. Nach Kurt Ranke setzt sich die Halbe Birne aus folgenden drei Motiven zusammen:

### Der tölpelhafte Galan
Der Ritter der Halben Birne wird als äußerst vorbildhaft und sogar erfahren im Umgang mit Damen beschrieben, macht dann aber trotzdem einen Fehler, der ihm die Missgunst der Umworbenen einbringt. Ähnliches findet sich in einer Novelle des Luigi Alamanni (1495): Der Graf von Barcelona lässt einen Granatapfel beim Bankett fallen, isst ihn aber trotzdem. Die Tochter des Grafen von Toulouse verspottet ihn daraufhin. Auch in der Clarussage des Jón Halldórsson, die auf ein lateinisches Gedicht (circa 1300) zurückgeht, bekleckert sich der Prinz Tiburtius Clarus in der Gegenwart Serenas, der Tochter des Frankenkönigs, als er ein Ei isst. Der Fauxpas beruht zwar auf einem beabsichtigten Stoß der Prinzessin, aber dennoch wird der Prinz hinausgeworfen.

### Verhöhnung und Replik
Mit diesem Motiv verbunden ist oft auch die Revanche des Geschmähten. So verführt auch der Prinz in der Clarussage anschließend mit einer List die Prinzessin. Ähnlich wie die Rache des Ritters der Halben Birne läuft sie in dem Märenfragment des Armen Bäckers (15. Jahrhundert) ab: Ein Holzdieb muss zur Strafe der als Mann verkleideten Herrin im Wald den Hintern küssen. Er bemerkt jedoch die Maskerade und verkleidet sich als Narr, der nur „Ja, je, je, ja“ rufen kann. Die Geschichte bricht dort ab, aber es ist aufgrund der deutlichen Parallele zur Nouvelles récréations et joyeuxdevis des Bonaventure anzunehmen, dass der Ruf, wie auch in der Birne, als späteres Enthüllungsmerkmal dient.

### Der verstellte Narr
Die Revanche geschieht, wie auch im Märe vom Armen Bäcker, in der Form des verstellten Toren. Narren wird in solchen Geschichten immer wieder eine potente Männlichkeit unterstellt; zudem müssen die Frauen aufgrund der gesellschaftlichen Unglaubwürdigkeit des Liebhabers keine Repressionen befürchten. Ein Motiv, das bereits bei dem ersten Troubadour Wilhelm IX. von Aquitanien auftaucht, wobei in einer seiner Lieder dieser sich selbst taubstumm stellt, um anschließend mit zwei Frauen ein längeres Stelldichein zu haben. Genauso ergeht es dem Protagonisten in Boccaccios Dekameron in der ersten Geschichte des dritten Tages, welcher als vermeintlicher Stummer eigentlich nur durch Hilfsarbeiten im Kloster ein Auskommen haben will, aber dann von den Nonnen auch zu sexuellen Diensten herangezogen wird.

## Metaphorik

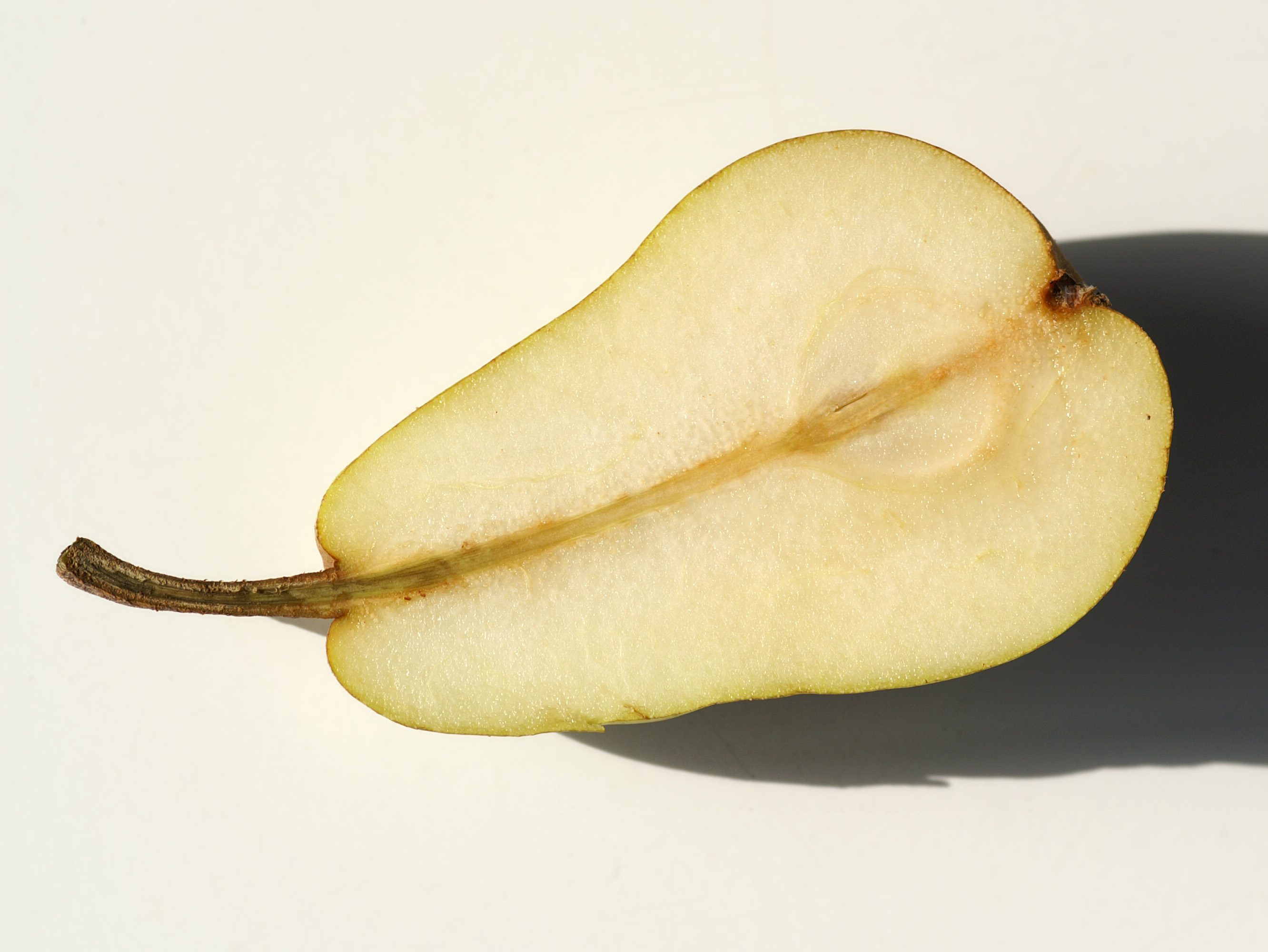
Eine Halbe Birne

Die Birne ist wohl das auffälligste Symbol der Geschichte. Die Titel des Märe in vier der überliefernden Handschriften erwähnen ausdrücklich die Birne oder die halbe Birne (Dis ist von der bir (S), Dit mer heyzet dy albe bern (p)). Das Birnenessen im ersten Teil verweist bereits spiegelnd auf die Kemenatenszene: Während der Ritter am Tisch sich beim Essen nicht zurückhalten kann, hat die Prinzessin in der Kemenate nach dem Anblick des erigierten Gliedes auch keine Hemmungen mehr (und zeigt damit die vermeintlich eigentliche Schwäche ihres Geschlechtes auf). Birnen können zudem in der Schwankliteratur als Symbol für weibliche Brüste oder das männliche Glied gesehen werden. Auch das gemeinsame Essen von Birnen deutet auf den Sexualakt hin. So beispielsweise auch bei einem Neidhart zugeschriebenen Lied, in dem dem lyrischen Ich Birnen angeboten werden (Neidhart Winterlieder 8, IV). Auch die Schmähung des Ritters durch die Prinzessin kann bereits als Anspielung gesehen werden, wenn sie vor der ganzen Hofgesellschaft ruft: hiute und iemer laster hab er,/ der die halbe biren az (V. 112f) (Schande, heute und immerdar, auf ihn, der die halbe Birne aß). Diese bewusst erwähnte halbe und nicht ganze Birne mag auf die mangelnde Standfestigkeit des Ritters im sexuellen Sinn hinweisen. Dieser beweist daher im zweiten Teil als Narr verkleidet das Gegenteil. Die in der Kemenate als leckerheit (V. 345) umschriebene sexuelle Lust der Prinzessin verweist dann wieder zurück auf die Tischszene und das Herunterschlingen der Birne durch den Ritter.
Andererseits kann man in der Birne einen Spiegel der höfischen Normen und Tischsitten sehen. Darin enthalten, ist eine Diskussion nicht nur um das richtige Verhalten am Hof, sondern auch um den Umgang mit Verletzungen dieser Regeln. Die öffentliche Bloßstellung Arnolds durch die Prinzessin aufgrund des falschen Birnenessens, könnte für sie zu einer größeren Blamage werden, wenn ihre Liebesnacht mit dem Narren öffentlich würde. Ihr übertriebener Tadel fällt daher wieder auf sie zurück. Der Interpretation von Stephen Wailes, das Birnenessen sei eine Satire auf die mittelalterlichen, adeligen Sitten zu Tisch, da Birnen auch zusammen mit Käse eigentlich eine bäuerliche Nahrung seien, wird dagegen widersprochen.
Auch die besonders bildhafte Beschreibung des Penis des Protagonisten mittels Metaphern ist eine, die innerhalb der Märendichtung „ihresgleichen sucht“. So wird das männliche Glied im schlaffen Zustand als igel (342) oder wurm (279) tituliert. Der erigierte Penis wird hingegen als elfter vinger (289) (elfter Finger), ebenalter (277) (Alter Ego) oder minnedorn (290) (Liebesstachel) bezeichnet. Anschaulich wird die Verbindung zum ersten Teil gezogen, wenn der Phallus als ûfgerihter sper (282) (aufgerichteter Speer) beschrieben wird. Die aufgerichtete Lanze kam auch im Turnier zum Einsatz. Das Wort ger (281) nur eine Zeile darüber verweist ebenfalls auf das rücksichtslose Verhalten zu Tisch, das hier im sexuellen, triebhaften Verhalten gespiegelt wird. Die weibliche sexuelle Lust wird dagegen meist mit einem Feuer gleichgesetzt (dâ lac von minnen unde bran / diu minneclîhe künigin (350) Da lag die schöne Königstochter voller Liebesbegehren und Brand), welches durch den erigierten Penis ausgelöst wird.

## Konrad von Würzburg als Autor

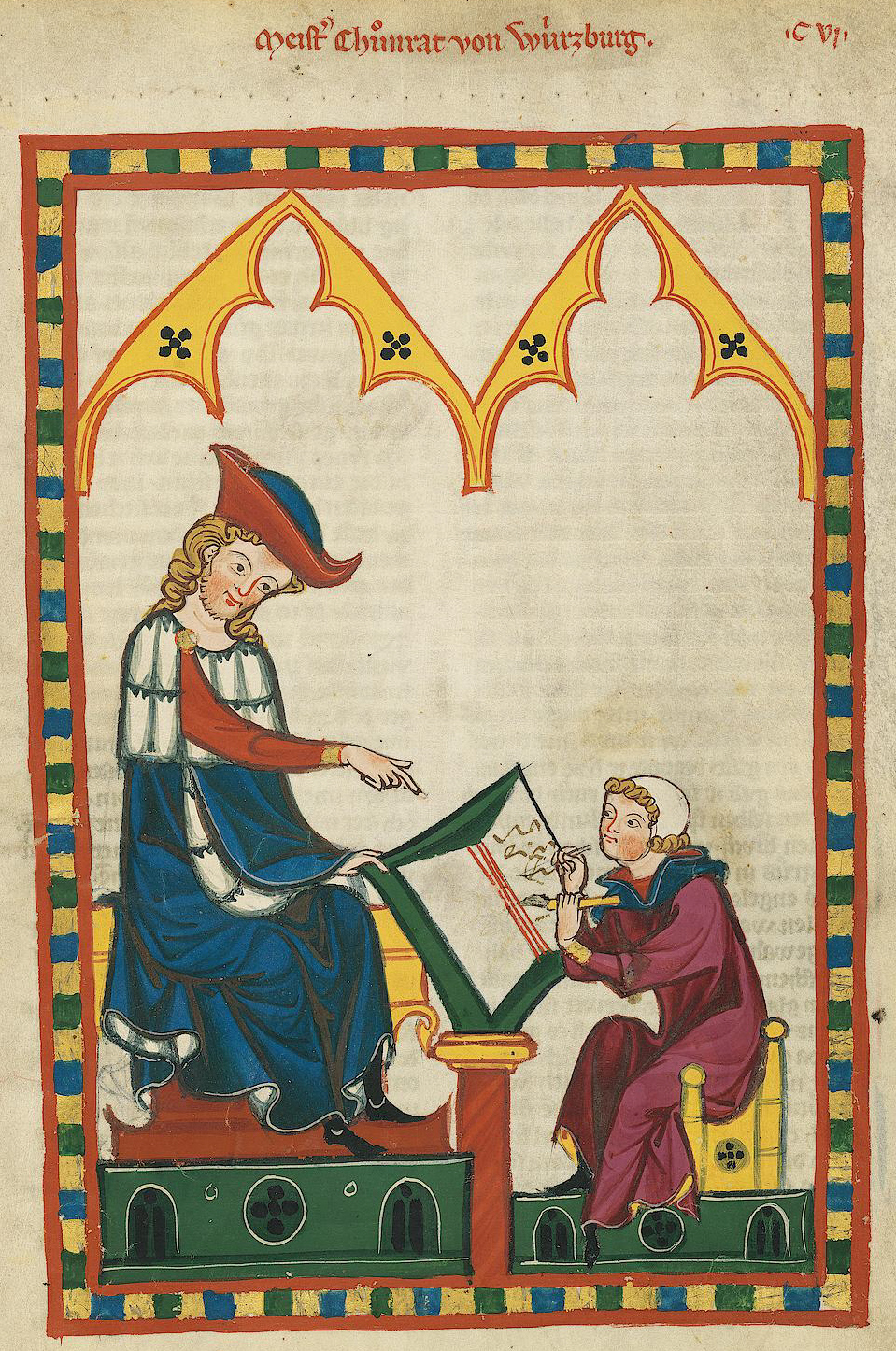
Konrad von Würzburg. Darstellung im Codex Manesse, Anfang des 14. Jahrhunderts, f.383r.

Vier Handschriften nennen Konrad von Würzburg einmütig als Autor. Trotzdem wird die Verfasserschaft immer wieder bezweifelt, seitdem Karl Lachmann behauptete, der unbekannte Autor habe das Märe Konrad untergeschoben.
Erst Georg Arnold Wolff versuchte mit seiner Edition von 1893 die Autorenschaft Konrads durch Aufweisung von Stilähnlichkeiten zu belegen. Dagegen stellten sich aber vor allem Hans Laudan und Konrad Zwierzina, die Wolffs Thesen widerlegten und Abweichungen in Stil und Reim zu den anderen Werken Konrads aufzeigten. Die Autorenschaft galt daraufhin lange als widerlegt, obwohl Horst Brunner im Verfasserlexikon 1985 anmerkte, dass diese einer erneuten Klärung bedürfte. Auch Klaus Grubmüller hält in seiner Edition Konrad als Autor für zumindest wahrscheinlich oder jemanden, der mit seinem Stil gut vertraut war. Edith Feistner wies schließlich 2000 auf die nicht mehr haltbaren Methoden Laudans und Zwierzinas hin und zeigte auch inhaltlich eine große Übereinstimmung mit dem Œuvre Konrads. Sie forderte daher: „Gebt ihm die ‚Halbe Birne‘ wieder!“ Seitdem gilt in der Forschung Konrads Autorenschaft wieder als wahrscheinlicher.
Rückblickend stellt die neuere Forschung auch die These auf, dass die ältere Forschung Konrads Ansehen als Dichter vor dem obszönen Schandfleck der Halben Birne schützen wollte und weniger wissenschaftlich-objektive Beweggründe als moralische Bedenken zugrunde lagen.

## Hans Folz: Die Halbe Birne B
Der Nürnberger Meistersinger Hans Folz schrieb ebenfalls eine Version der Halben Birne, die in einem Nürnberger Druck von 1483/88 erhalten ist. Sie ist so stark an die ältere Version angelehnt, dass Folz das Märe wohl gekannt haben muss, und entstammt wohl einer der Handschrift k nahestehenden Variante. Sie wird auch Die Halbe Birne B genannt, um sie von der älteren Fassung A zu unterscheiden.
Allerdings lassen sich einige Unterschiede feststellen: Der Ritter wird nicht als ansonsten vorbildhaft eingeführt, sondern weiß sich von Anfang an in der Nähe der Prinzessin nicht wirklich zu benehmen. Zudem fehlt Folz‘ Interpretation die Fülle an Metaphern, die die Birne A aufweist, wie beispielsweise die zahlreichen Bezeichnungen für das männliche Glied. Auch das Tadeln der sexuellen Entgleisung der Prinzessin scheint in der Birne B weniger im Fokus zu stehen als bei A. Die Moral am Schluss wendet sich dann doch nur an das weibliche Geschlecht und stellt mehr noch als in ihrem Pendant das Ausschimpfen des Ritters durch die Königstochter an den Pranger, fordert aber nicht mehr weibliche Sittsamkeit. Die Mahnung an den Mann bleibt im Gegensatz zur älteren Birne aus.

### Textausgaben
- Hans Folz: Die Halbe Birne. In: Jürgen Schulz-Grobert (Hrsg.): Kleinere mittelhochdeutsche Verserzählungen. Mittelhochdeutsch – neuhochdeutsch (= Reclams Universal-Bibliothek. Band 18431). Stuttgart 2006, ISBN 3-15-018431-2, S. 218–231.
- Konrad von Würzburg(?): Von dem Ritter mit der halben Birn. In: Klaus Grubmüller (Hrsg.): Novellistik des Mittelalters. Märendichtung (= Bibliothek deutscher Klassiker. Band 138). Frankfurt am Main 1996, ISBN 3-618-66230-0, S. 178–207.
- Georg Arnold Wolff: Diu halbe bir, ein Schwank, mit Einleitung und Anmerkungen – Internet Archive in der älteren Edition von 1893.

### Forschungsliteratur
- Horst Brunner: Konrad von Würzburg. In: Die deutsche Literatur des Mittelalters. Verfasserlexikon. 2. Auflage. Band 5, Berlin / New York 1985, Sp. 272–303.
- Edith Feistner: Kulinarische Begegnungen: Konrad von Würzburg und Die Halbe Birne. In: Dorothea Klein, Elisabeth Lienert, Johannes Rettelbach (Hrsg.): Vom Mittelalter zur Neuzeit. Festschrift für Horst Brunner. Wiesbaden 2000, ISBN 3-89500-192-9, S. 291–304.
- Irmgard Gephard: Halbe Birnen und sonstige Lustbarkeiten. Zur mittelalterlichen Schwankerzählung von der „Halben Birne“ des Konrad von Würzburg. In: Karl Fallend (Hrsg.): Witz und Psychoanalyse (= Psychoanalyse und qualitative Sozialforschung. Band 5). Innsbruck 2006, ISBN 3-7065-4237-4, S. 87–94.
- Satu Heiland: Visualisierung und Rhetorisierung von Geschlecht. Strategien zur Inszenierung weiblicher Sexualität im Märe. (= Literatur – Theorie – Geschichte. Nr. 11). Berlin / Boston 2015, ISBN 978-3-11-042707-3. (Zgl. Diss. Uni Bonn 2014)
- Gaby Herchert: Acker mit mein bestes Feld. Untersuchungen zu erotischen Liederbuchliedern des späten Mittelalters. Mit Wörterbuch und Textsammlung. (= Internationale Hochschulschriften. Band 201). Münster / New York 1996, ISBN 3-89325-423-4. (Zgl. Diss. Univ. Duisburg 1995)
- Jan-Dirk Müller: Die hovezuht und ihr Preis. Zum Problem höfischer Verhaltensregulierung in Ps.-Konrads „Halber Birne“. In: Jahrbuch der Oswald von Wolkenstein Gesellschaft. Band 3, 1984/1985, S. 281–311.
- Kurt Ranke: Birne. Die Halbe Birne. In: Enzyklopädie des Märchens. Band 2, Berlin / New York 1979, Sp. 421–425.
- Rüdiger Schnell: Literarische Spielregeln für die Inszenierung und Wertung von Fehltritten. In: Peter von Moos (Hrsg.): Der Fehltritt. Vergehen und Versehen in der Moderne (= Norm und Struktur. Band 15). Köln / Wien / Weimar 2001, ISBN 3-412-06101-8, S. 265–315.
- Mireille Schnyder: Die Entdeckung des Begehrens. Das Märe von der halben Birne. In: Beiträge zur Geschichte der deutschen Sprache und Literatur. Band 122, Nr. 2, 2000, S. 263–278.
- Stephen L. Wailes: Konrad von Würzburg and Pseudo-Konrad. Varieties of Humour in the „Märe“. In: The Modern Language Review. Band 69, Nr. 1, 1974, S. 107.
- Norbert Richard Wolf: Die Halbe Birne A. In: Die deutsche Literatur des Mittelalters. Verfasserlexikon. 2. Auflage. Band 3, Berlin 1981, Sp. 404 f.
- Volker Zapf: Konrad von Würzburg. In: Deutsches Literatur-Lexikon. Das Mittelalter. Band 5, Berlin / Boston 2013, Sp. 587–607.